# سنتربروك المهندسين المعماريين والمخططين
مكتب مهندسي العمارة والتخطيط سنتربروك (بالإنجليزية: Centerbrook Architects & Planners)‏، هو شركة هندسية أمريكية تأسست في عام 1975 ومقرها في سنتربروك، كونيتيكت. سنتربروك هو واحد من 37 شركة نشطة في جميع أنحاء البلاد التي فازت بجائزة شركة الهندسة المعمارية، التي تمنح سنويًا من قبل المعهد الأمريكي للمهندسين المعماريين.

## التاريخ
السابق لسنتربروك كانت مور جروفر هاربر، والتي كانت تحمل اسم الشركاء تشارلز مور، ويليام جيه. جروفر، وروبرت إل. هاربر. مور، المعروف بتصاميمه المعمارية البوستمودرن، قام بتسليم الشركة إلى جروفر، هاربر، جلين أربونيز، جيف رايلي، مارك سيمون، وتشاد فلويد. غيرت الشركة اسمها إلى سنتربروك في عام 1984. اليوم، تضم سنتربروك 60 موظفًا ويقودها كل من رايلي، سيمون، فلويد، جيم تشيلدريس، وتود أندروز.

## العمل
سنتربروك قامت بتصميم وتنفيذ مشاريع في 27 ولاية أمريكية، كندا، والصين. تتضمن محفظتها Ocean House في ولاية رود آيلاند، وهو واحد من 13 منتجعًا فاخرًا حاز على تقييم خمس نجوم ثلاث مرات في العالم؛ مرفق تدفئة البيوماس في Hotchkiss School، الذي سُمِّي كمشروع متميز من قبل ArchDaily؛ ومبنى متحف Mystic Seaport Thompson Exhibition، الذي حاز على تصنيف أحد المشاريع الخشبية الرائدة في الولايات المتحدة حسب ArchDaily.
المشاريع المختارة: أوشن هاوس، رود آيلاند متحف الميناء البحري الغامض ، مبنى معرض طومسون جامعة ييل ، قاعة كرون، كلية ييل لدراسات الغابات والبيئة مختبر جاكسون للطب الجينومي متحف جامعة فيرفيلد للفنون مرفق تسخين الكتلة الحيوية لمدرسة Hotchkiss جامعة كوينيبياك ، مركز الشعب المتحد الحرم الجامعي لأبحاث هيلسايد معمل كولد سبرينج هاربور معرض أديسون للفن الأمريكي ، أكاديمية فيليبس أندوفر توسعة متحف نورتون للفنون أدلر ريزيدنس ليكوود هاوس الإقامة في إسيكس، كونيتيكت المتحف والمحفوظات، تاريخ لانكستر كاسا أمبار، كابو سان لوكاس 

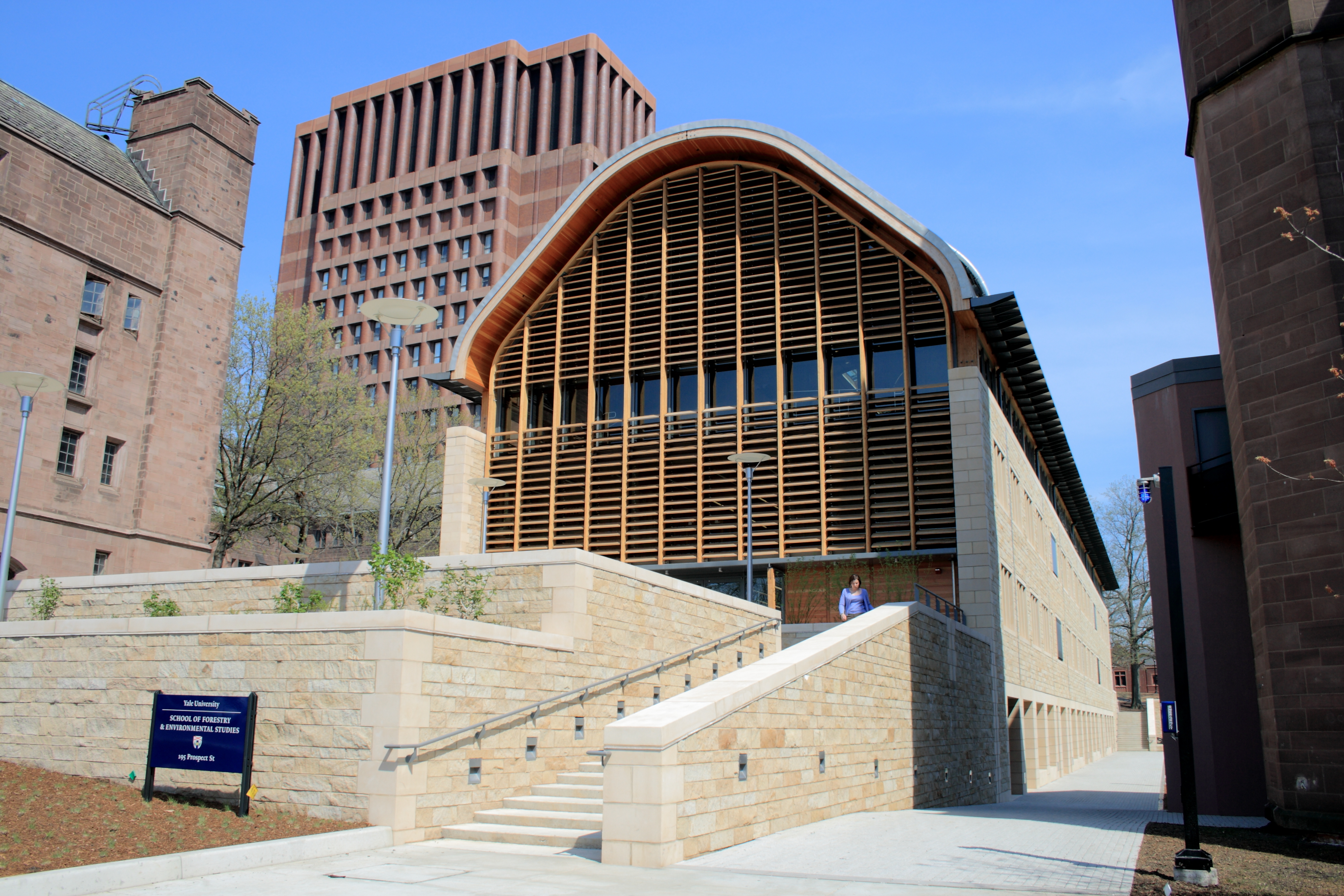
جامعة ييل: كلية كروكرون، كلية دراسات التمويل
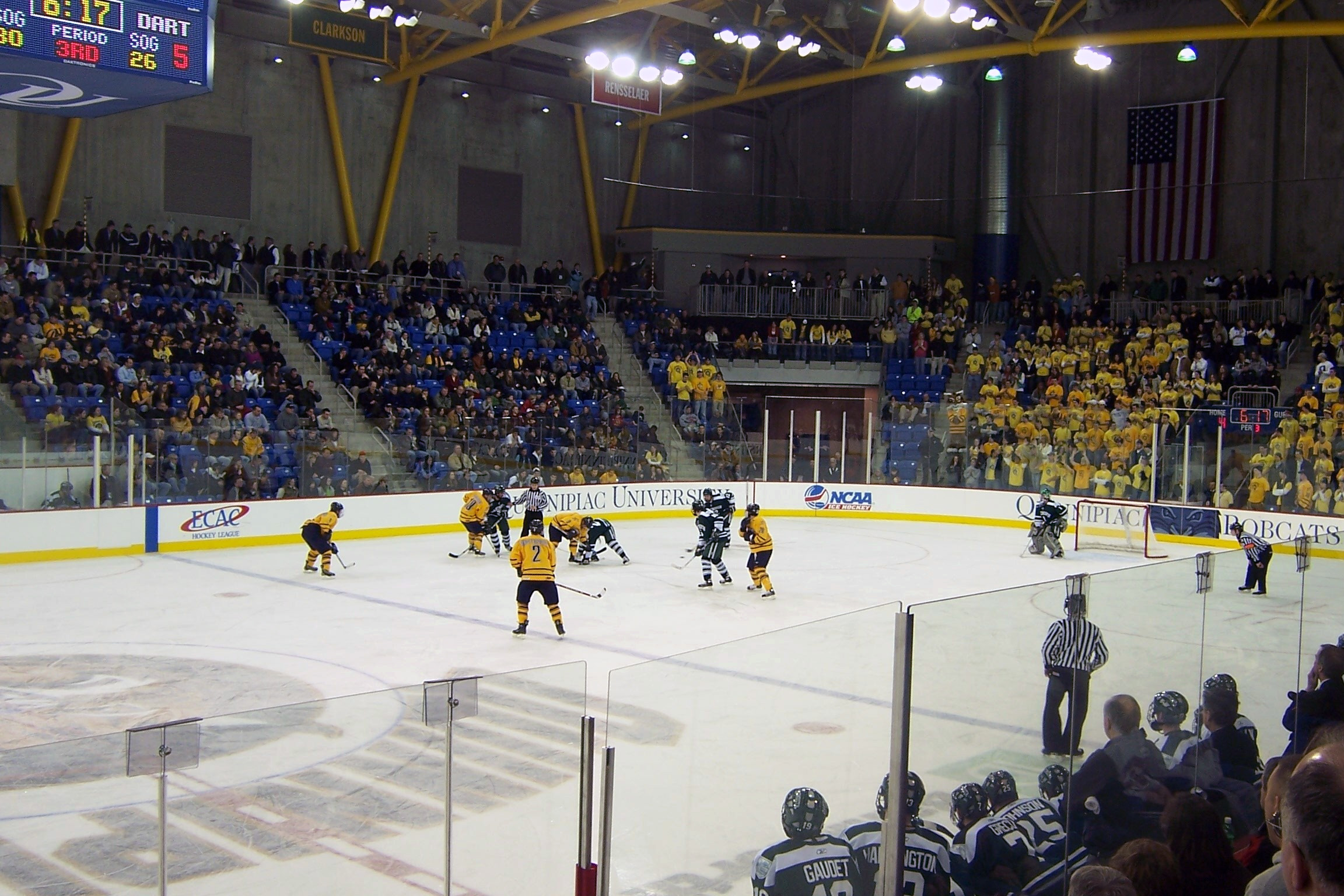
جامعة كوينيبياك:مركز الشعب المتحد
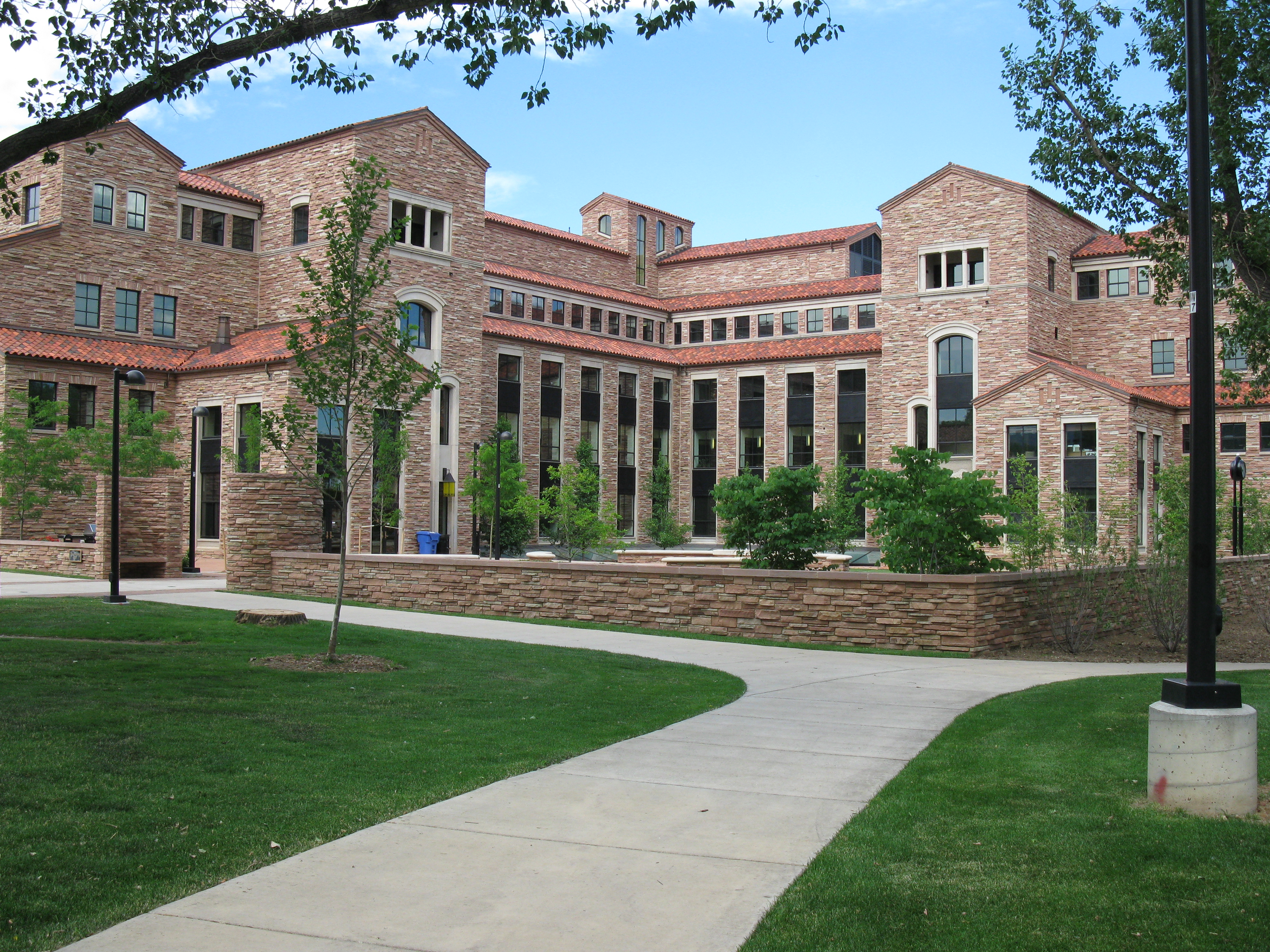
جامعة كولورادو بولدر: مبنىكلية وولف وولف
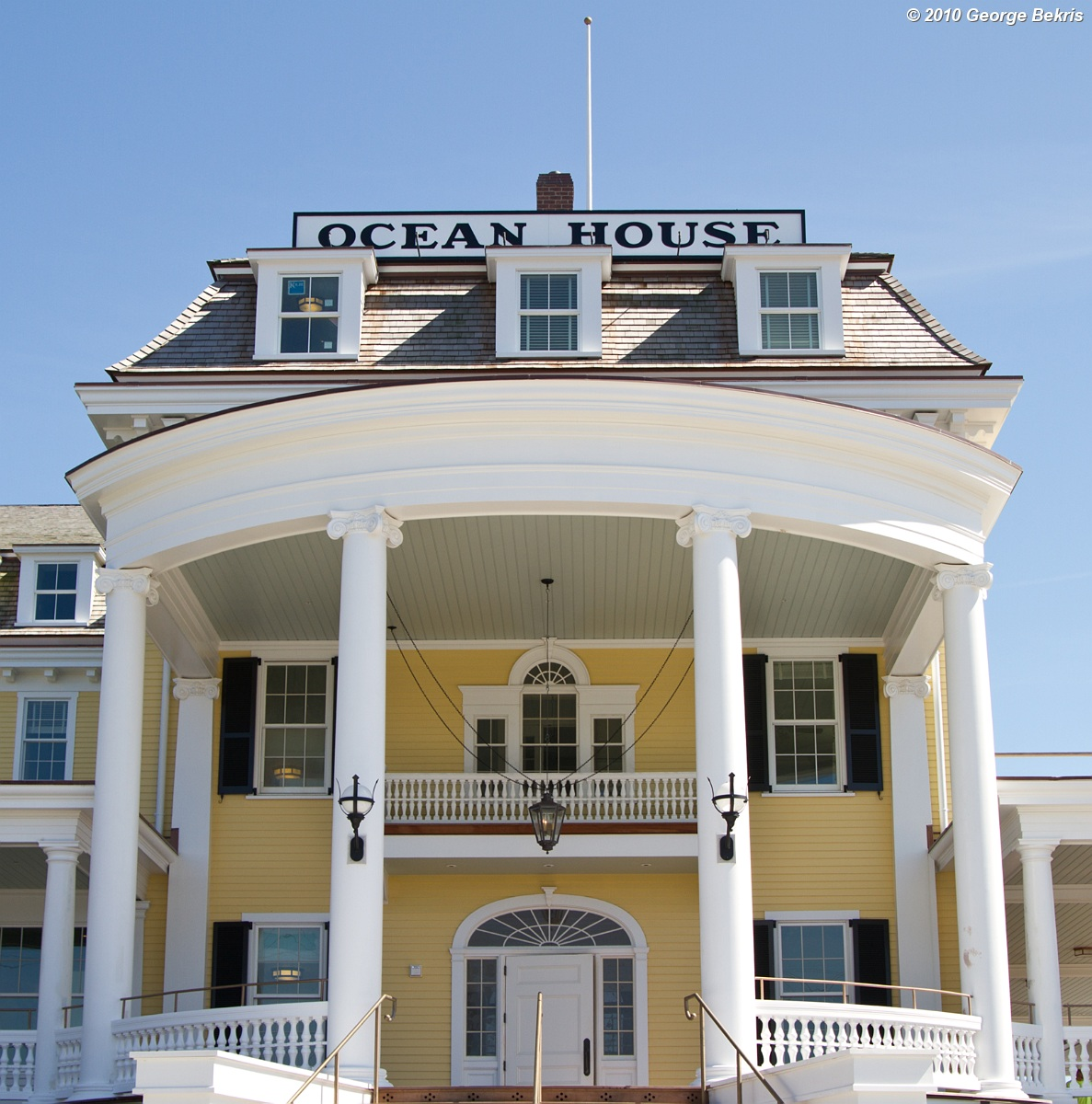
بيت الحي
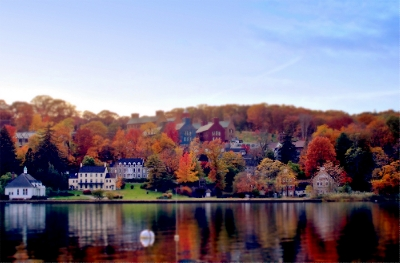
مختبر كولد سبرينج هاربور

## الجوائز
بالإضافة إلى جائزة شركة الهندسة المعمارية لعام 1998، حققت مشاريع سنتربروك أكثر من 380 جائزة، بما في ذلك 149 جائزة من المعهد الأمريكي للمهندسين المعماريين (AIA). وقد حازت سنتربروك على 13 جائزة وطنية و25 جائزة إقليمية من AIA.